# Đỏ đuôi Moussier
Đỏ đuôi Moussier, tên khoa học Phoenicurus moussieri,là một loài chim trong họ Muscicapidae.

## Tham khảo

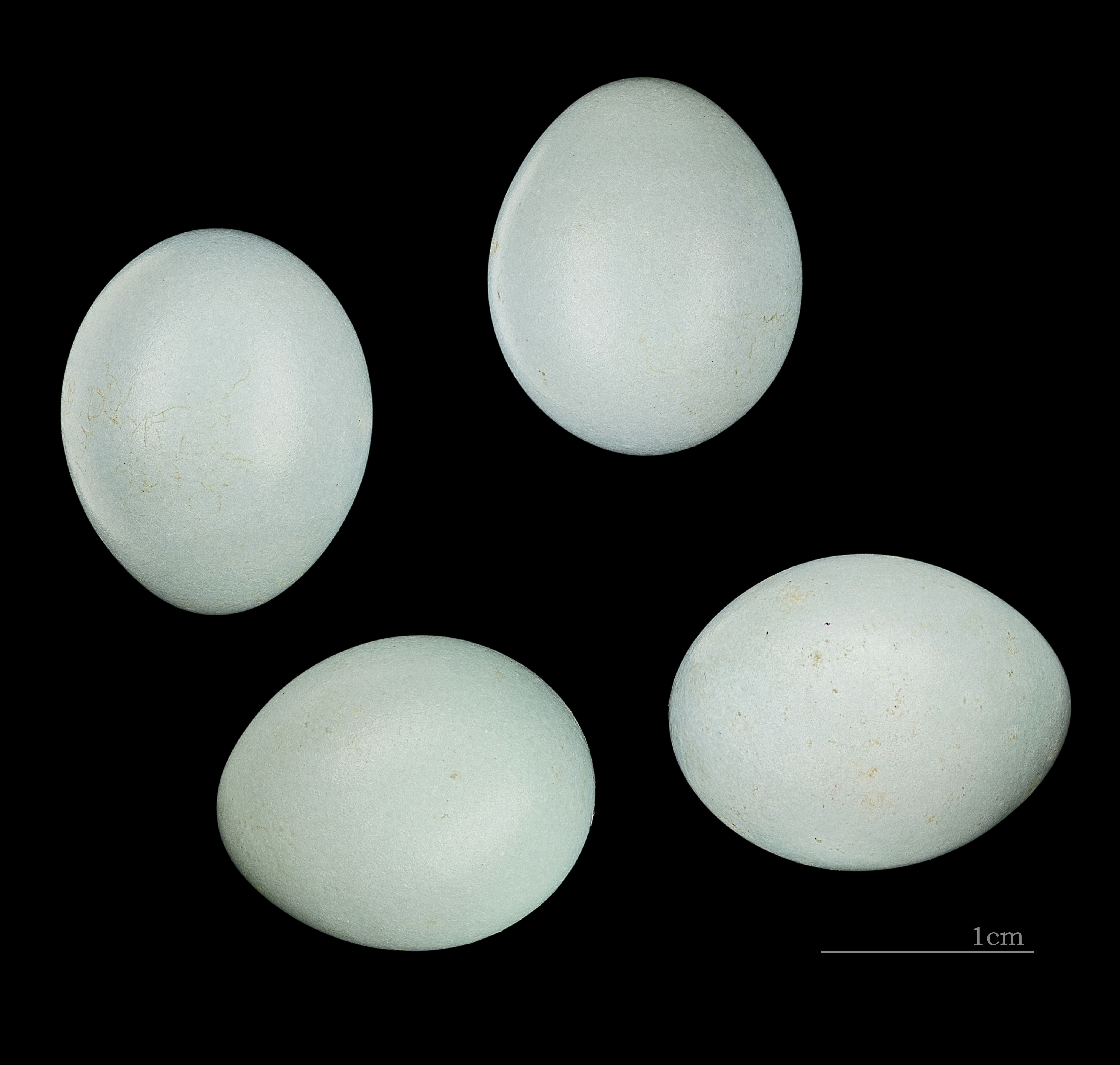
Trứng loài Phoenicurus moussieri

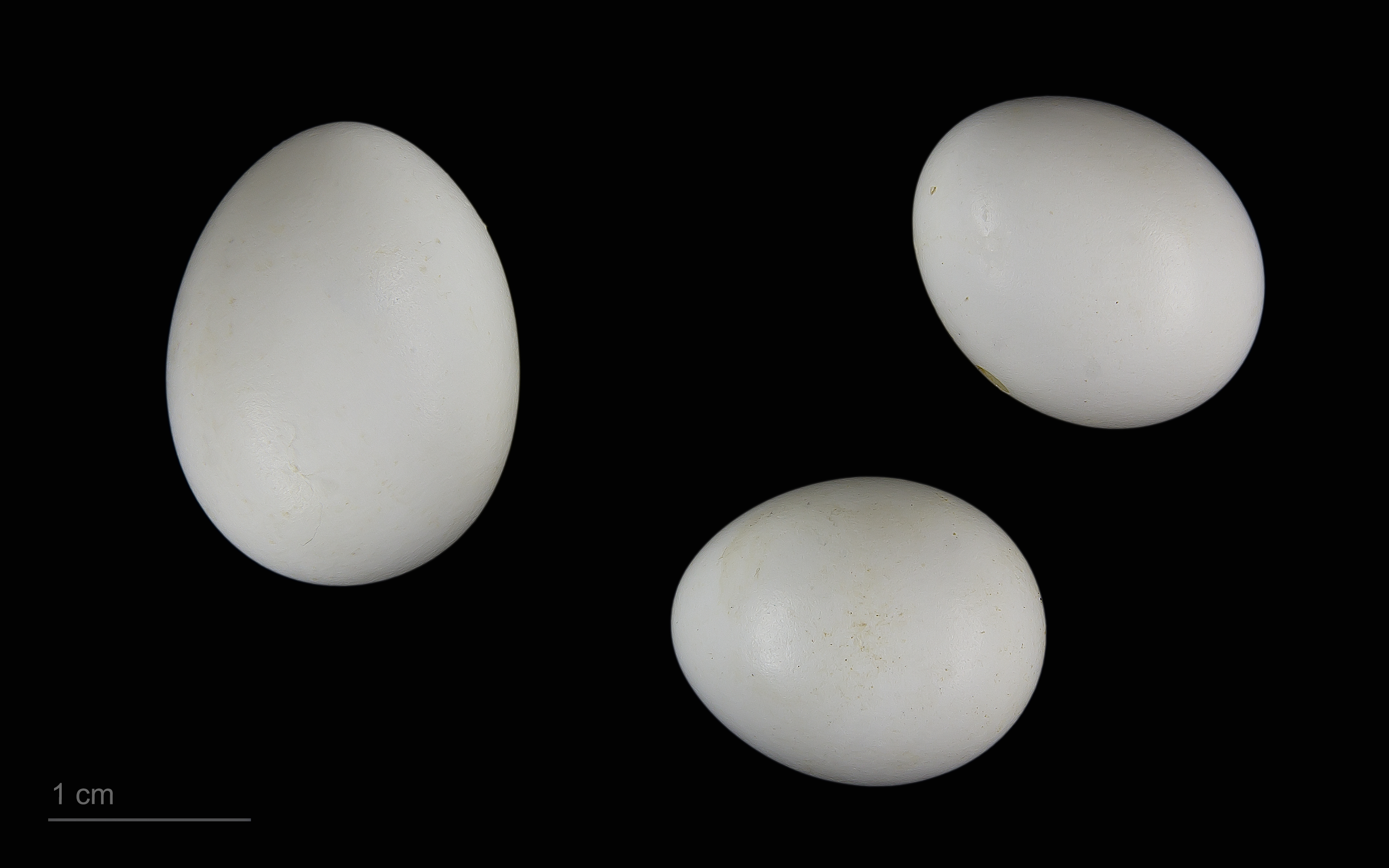
Cuculus canorus bangsi + Phoenicurus moussieri